# 181562 Paulrosendall
181562 Paulrosendall è un asteroide della fascia principale. Scoperto nel 2006, presenta un'orbita caratterizzata da un semiasse maggiore pari a 2,4158929 au e da un'eccentricità di 0,1111170, inclinata di 7,35564° rispetto all'eclittica.